# Jérôme Sable
Jérôme Sable est un réalisateur, scénariste et compositeur canadien. 

## Récompenses
- 2010 : prix du court métrage d'horreur à l'Austin Fantastic Fest pour The Legend of Beaver Dam ;
- 2010 : trophée du meilleur court métrage à Screamfest pour The Legend of Beaver Dam ;
- 2011 : grand prix du jury du meilleur court métrage au Festival international du film de Dallas pour The Legend of Beaver Dam ;
- 2011 : prix du meilleur court métrage d'horreur au festival du film de Newport Beach pour The Legend of Beaver Dam ;
- 2011 : mention honorable du réalisateur de court métrage au festival du film de Sundance pour The Legend of Beaver Dam ;

## Filmographie sélective

### Comme réalisateur, scénariste et co-compositeur
- 2010 : Meanwhile...
- 2010 : The Legend of Beaver Dam (court-métrage)
- 2014 : Stage Fright